# 美国采暖、制冷与空调工程师学会
美国采暖、制冷与空调工程师学会（American Society of Heating, Refrigerating and Air-Conditioning Engineers）簡稱ASHRAE，於1894年在美國紐約成立，是由暖通空調（HVAC）工程師所組成的學會，全球的會員超過五萬人，學會主要注重在樓宇系統、能源效率、室內空氣品質、冷凍及可持續性。

## 歷史
ASHRAE是於1894年，在紐約市一個工程師的會議中產生的，一開始的總部是在四十七街，自從1895年起每年會有一次的會議。在1954年之前稱為美国采暖与通風工程师学会（American Society of Heating and Ventilating Engineers，簡稱ASHVE），在1954年改名為美国采暖与空調工程师学会（American Society of Heating and Air-Conditioning Engineers，簡稱ASHAE），後來於1959年和美国制冷工程师学会（American Society of Refrigerating Engineers，簡稱ASRE）合併成現在的組織，名稱也改為美国采暖、制冷与空调工程师学会。
美国采暖、制冷与空调工程师学会的名稱雖有「美國」一詞，但其實是全球的組織，也舉辦了國際性的活動。

## 外部連結
- ASHRAE 網站 （页面存档备份，存于）